# Darwīsh ʿAlī Chanjī
Darwīsh ʿAlī Chanjī (in persiano درویش علی چنگی‎; fl. XVI-XVII secolo) è stato un musicista e teorico della musica persiano.

## Biografia
Darwīsh ʿAlī Chanjī discendeva da una nobile famiglia di illustri personaggi legati al mondo musicale. La sua prima opera attribuitagli è Risāla-yi Mūsīqī, dedicata al sovrano shaybanide della Transoxiana Abdullah Khan II. Un'estensione di questa opera è Tufat as-Surūr, dedicata a Imam Quli Khan di Bukhara. I suoi maestri principali furono Khwājagī Jaʿfar Qānūnī (m. 1572), ʿAlī Dūst Nāyī, Amīr Mastī e Ḥasan Kawkabī.
Nei suoi trattati fa menzione di diversi stili di canto, come il guligi (gutturale), il dimogi (nasale) e l'halqi (popolare). Secondo Darwīsh ʿAlī Chanjī questi tre stili sono connessi con i concetti di melodia e di intervallo.
Il Tufat as-Surūr contiene un capitolo sugli Ḥadīth di Maometto riguardo all'ammissibilità del canto e della musica, uno sulla teoria musicale e un altro sulle biografie di alcuni musicisti. Descrive il sistema dei 12 muqam, quello degli usul, nonché diverse forme di composizioni e anche molti strumenti musicali come il tanbur, il ney, il chang, il santur, il qanun e il barbat.